# Sumiswald
Sumiswald ist eine Einwohnergemeinde im Schweizer Kanton Bern. Sie gehört zum Verwaltungskreis Emmental.

## Geographie
Sumiswald umfasst zwei Kirchgemeinden und drei Ortschaften (Sumiswald, Grünen und Wasen) im unteren Emmental und zählt mit einer Fläche von 5933 ha zu den grössten Gemeinden des Kantons. Die Einwohnerzahl beträgt etwas über 5000 (Stand von 2023).
Die Einwohnergemeinde Sumiswald liegt im oberen Einzugsgebiet der Grünen mit ihren Quellbächen Hornbach und Churzeneibach und ihrem Zufluss Griesbach.

## Geschichte

Luftbild aus 400 m von Walter Mittelholzer (1922)

Sumiswald findet sich erstmals 1225 als in Suomoldeswalt urkundlich erwähnt. Der Siedlungsname setzt sich aus dem althochdeutschen Personennamen Suomwalt im Bestimmungswort und althochdeutsch wald ‘Wald’ oder allenfalls althochdeutsch walt ‘Herrschaft(sgebiet)’ zusammen. Als althochdeutsche Grundform ist damit *Suomwaltiswald ‘Wald des Suomwald’ oder vielleicht ‘Herrschaft des Suomwalt’ anzusetzen. Die heutige Namensform Sumiswald setzte sich ab dem 17. Jahrhundert durch.
Sumiswald einst eine Herrschaft mit eigenem Adel. Das auf Schloss Sumiswald ansässige Geschlecht gehörte neben den Herren von Signau und den von Lützelflüh zu den mächtigsten Adelsgeschlechtern im Emmental, das unter der Landesherrschaft der Zähringer stand. 1225 wurde die Burg dem Deutschen Orden als Herrschaftssitz und Spital gestiftet. 
Der historische Dorfkern von Sumiswald wird als von nationaler Bedeutung eingestuft. Das Dorf weist allein durch seine Terrassenlage zwischen Griesbach und dem Fluss Grünen eine besondere Qualität auf. Der Dorfkern ist durch ein rechtwinkliges Strassensystem geordnet und hat eine hohe Dichte von qualitätvollen Bauten. Die Marktgasse wird geprägt von spätbarocken Krämerhäusern, imposanten Gasthöfen, Wohnbauten und Kaufmannssitzen, die alle von grosszügigen Gärten umgeben sind.
Am Terrassenfuss von Sumiswald liegt der Dorfteil Grünen, der von vielen Gewerbebauten geprägt wird.
Das Dorf Wasen bildet beim Zusammenfluss des Hornbachs und des Kurzeneibachs das Zentrum des östlichen Gemeindegebietes mit seinem weitverzweigten Hinterland.
Da es sich vor allem entlang den Bachläufen entwickelte, erscheint heute ein dreiarmiges Dorfbild. Das umfangreiche Streusiedlungsgebiet umfasst zum wesentlichen Teil bäuerliche Bauten. Neben Hofgruppen und Weilern sind im stark gegliederten und hügeligen Gelände behäbige Emmentaler Bauernhäuser als Einzelhöfe die Regel.
Die vorher zu Sumiswald gehörende Kirchgemeinde Wasen wurde 1878 selbständig. Die Kirche mit einem markanten Frontturm wurde 1881 erbaut. Beide Kirchen sind im Dorfbild integriert und wurden in den letzten Jahren fachmännisch restauriert und erneuert.
Das Schulwesen hat eine alte Tradition und begann 1559 mit einer Stiftung, es folgte der Bau je eines Schulhauses in Sumiswald (1683) und in Wasen (1705). Die im Jahr 1834 gegründete Sekundarschule Sumiswald gilt als eine der ältesten im Kanton Bern. Heute verfügen sowohl die Ortsteile Wasen wie Sumiswald über ein Oberstufenzentrum. Zudem gibt es je ein Primarschulhaus in Sumiswald und Wasen sowie auf der Schonegg.

## Bevölkerung
| Bevölkerungsentwicklung | Bevölkerungsentwicklung | Bevölkerungsentwicklung | Bevölkerungsentwicklung | Bevölkerungsentwicklung | Bevölkerungsentwicklung | Bevölkerungsentwicklung | Bevölkerungsentwicklung | Bevölkerungsentwicklung | Bevölkerungsentwicklung | Bevölkerungsentwicklung | Bevölkerungsentwicklung | Bevölkerungsentwicklung | Bevölkerungsentwicklung |
| ----------------------- | ----------------------- | ----------------------- | ----------------------- | ----------------------- | ----------------------- | ----------------------- | ----------------------- | ----------------------- | ----------------------- | ----------------------- | ----------------------- | ----------------------- | ----------------------- |
| Jahr                    | 1850                    | 1880                    | 1900                    | 1930                    | 1950                    | 1960                    | 1970                    | 1980                    | 1990                    | 2000                    | 2010                    | 2013                    | 2023                    |
| Einwohner               | 5564                    | 5870                    | 5353                    | 5460                    | 5700                    | 5525                    | 5334                    | 5070                    | 5353                    | 5307                    | 5027                    | 5031                    | 5159                    |

## Politik
Gemeindepräsident ist Martin Friedli (EDU).
Die Stimmenanteile der Parteien anlässlich der Nationalratswahl 2023 betrugen: SVP 47,8 % (+5,3 %), SP 10,8 % (+1,5 %), Mitte 8,4 % (−5,0 %), EDU 6,6 % (+2,2 %), glp 6,2 % (±0,0 %), FDP 5,6 % (−0,7 %), GPS 5,2 % (−2,5 %), EVP 4,8 % (+0,2 %).

## Sehenswürdigkeiten
Die vom Deutschritterorden von 1510 bis 1512 erbaute Kirche hat einen markanten Käsbissen-Turm. Die Glasfenster der Marienkirche 623294 / 208561 stellen Stiftergestalten in Ordensrüstung mit ihren Schutzheiligen dar.
Etwas abseits des Dorfes steht das ehemalige Ordensschloss. Es wurde durch Lüthold von Sumiswald 1225 mit der Auflage gestiftet, dass darin ein Hospital einzurichten sei, und heisst daher Spittel.
Ebenfalls etwas abseits von Sumiswald befindet sich der Haslenbacher Hof. Hier lebte der Täufermärtyrer Hans Haslibacher (1500–1571). An ihn erinnert heute ein Museum, das im Speicher des Bauernhofes eingerichtet wurde.
Vom uralten runden Holztisch im Gasthof «Bären» 623346 / 208545 geht die Sage, dass nach der Pestseuche von 1434 alle noch überlebenden Männer daran Platz gefunden hätten.
Der Gotthelf-Saal des Gasthofes Kreuz war Drehort in der Gotthelf-Verfilmung Uli der Pächter.

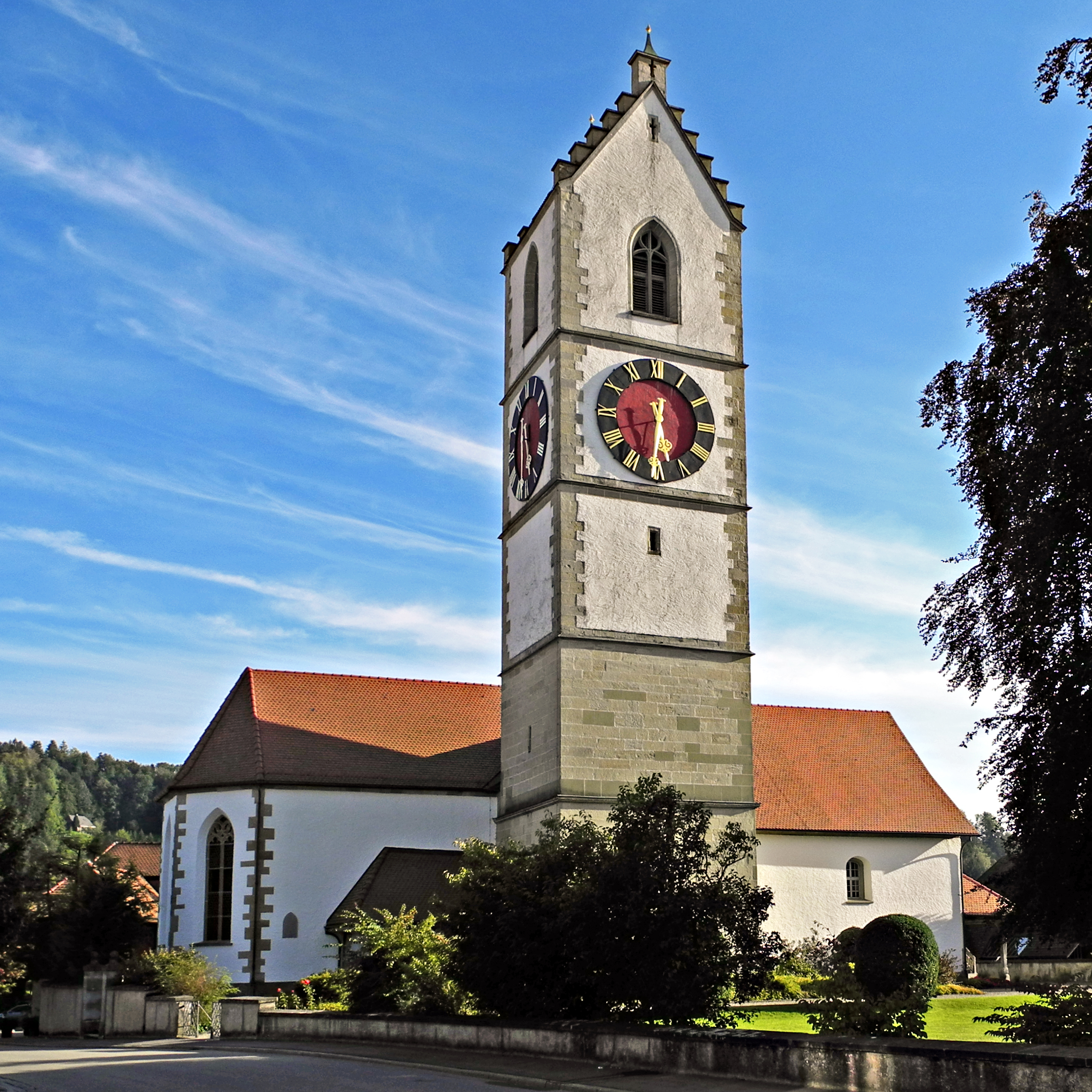
Reformierte Kirche
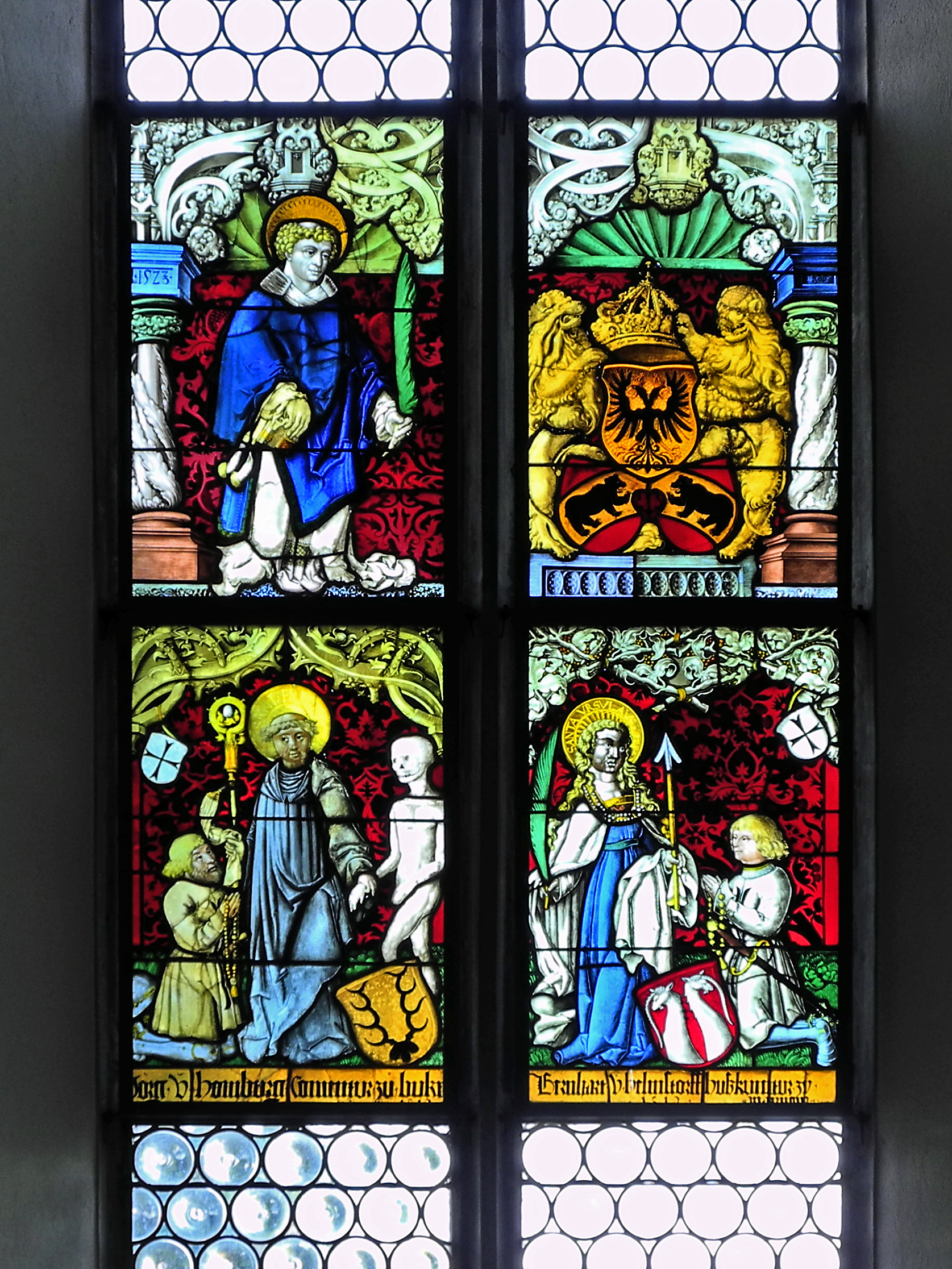
Glasscheibe mit Stifterwappen
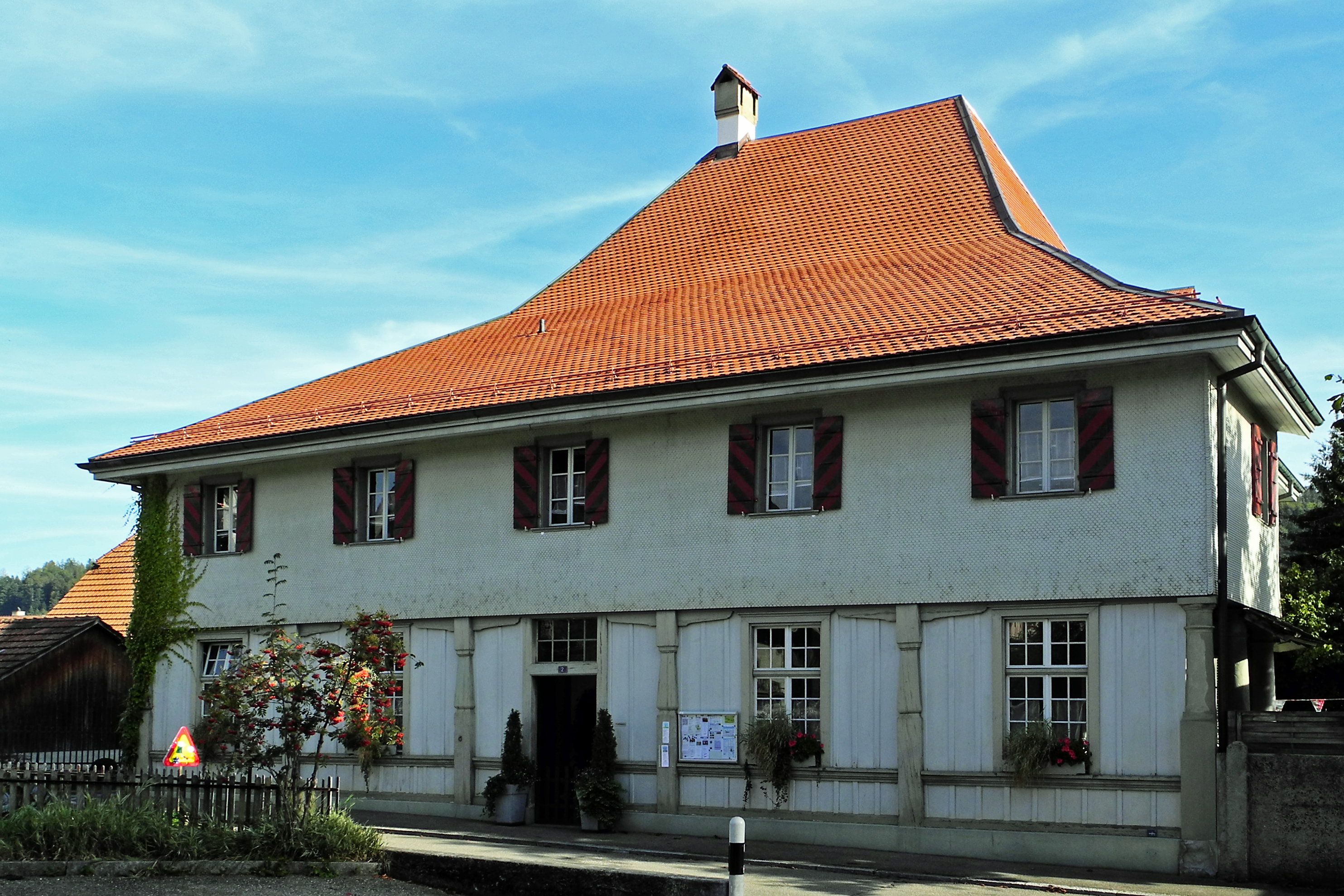
Pfarrhaus
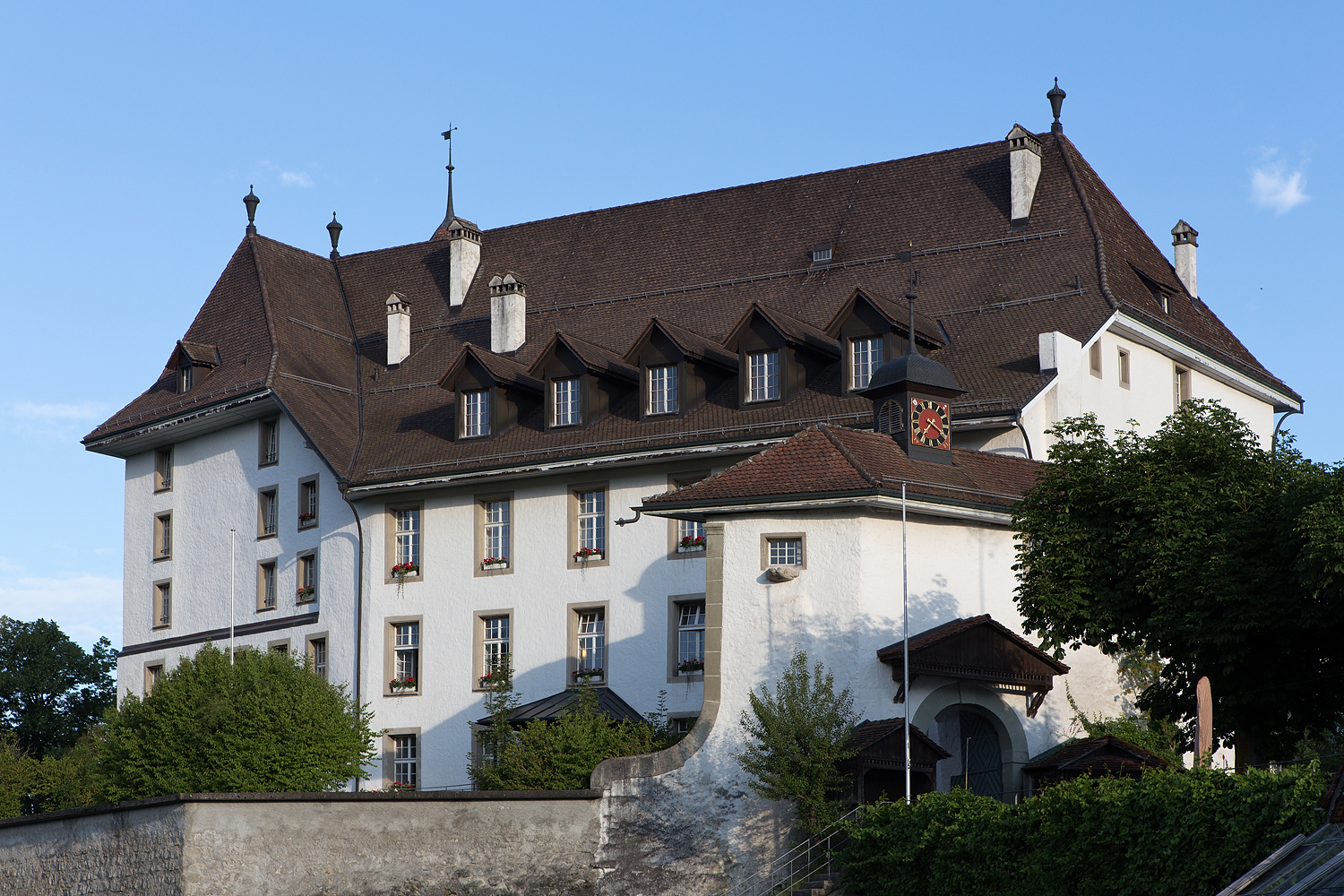
Schloss Sumiswald
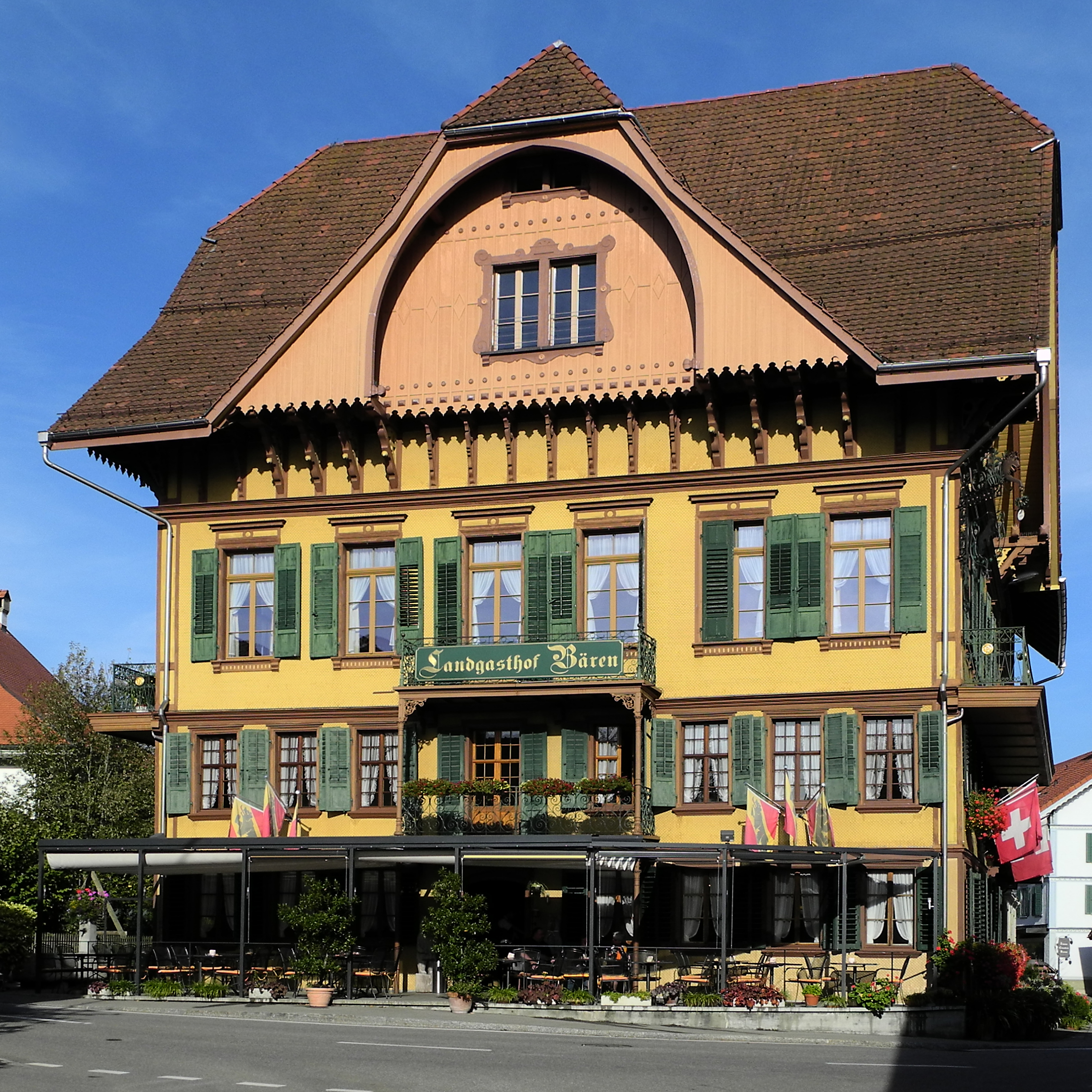
Gasthof Bären
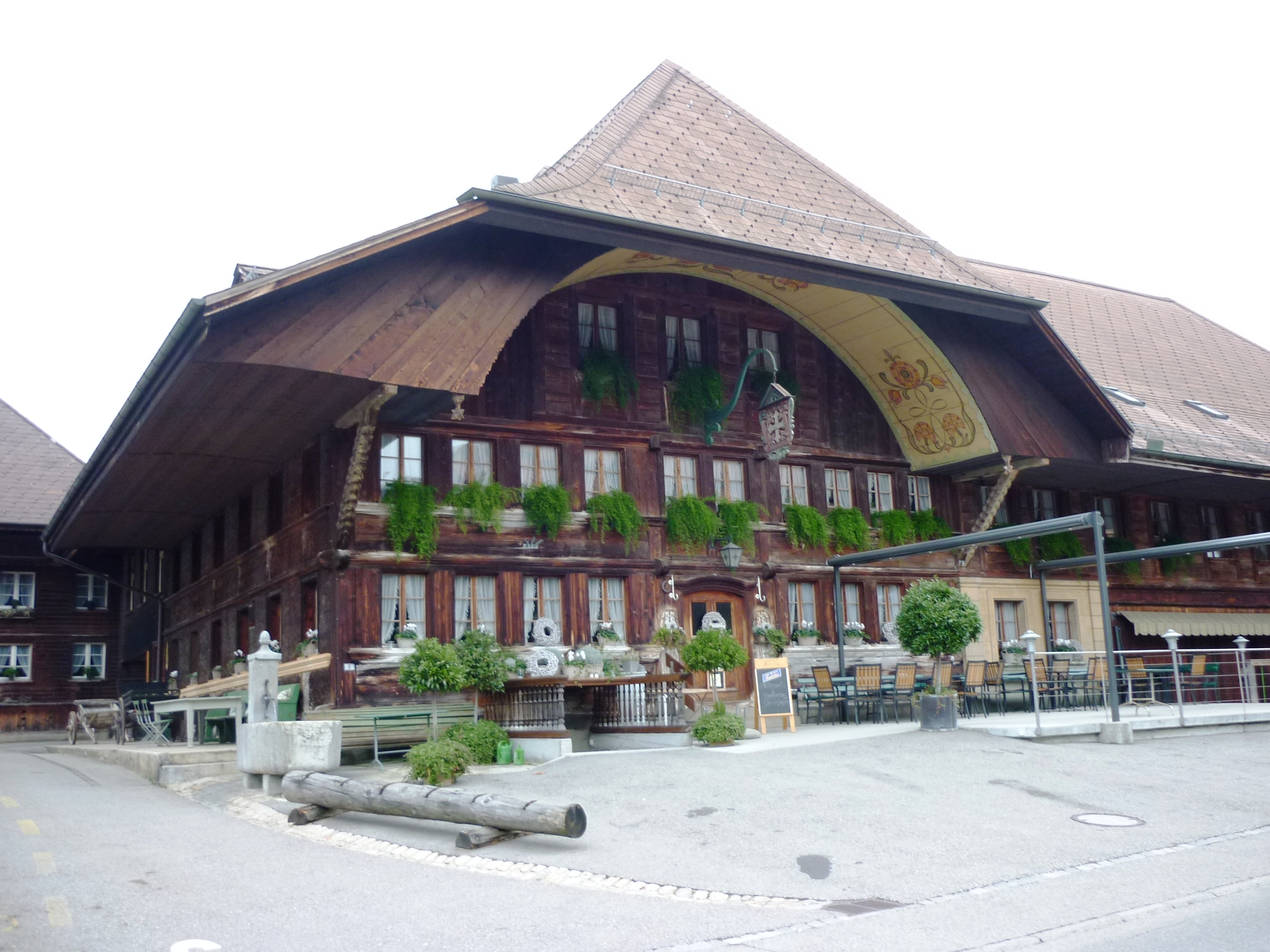
Gasthof Kreuz
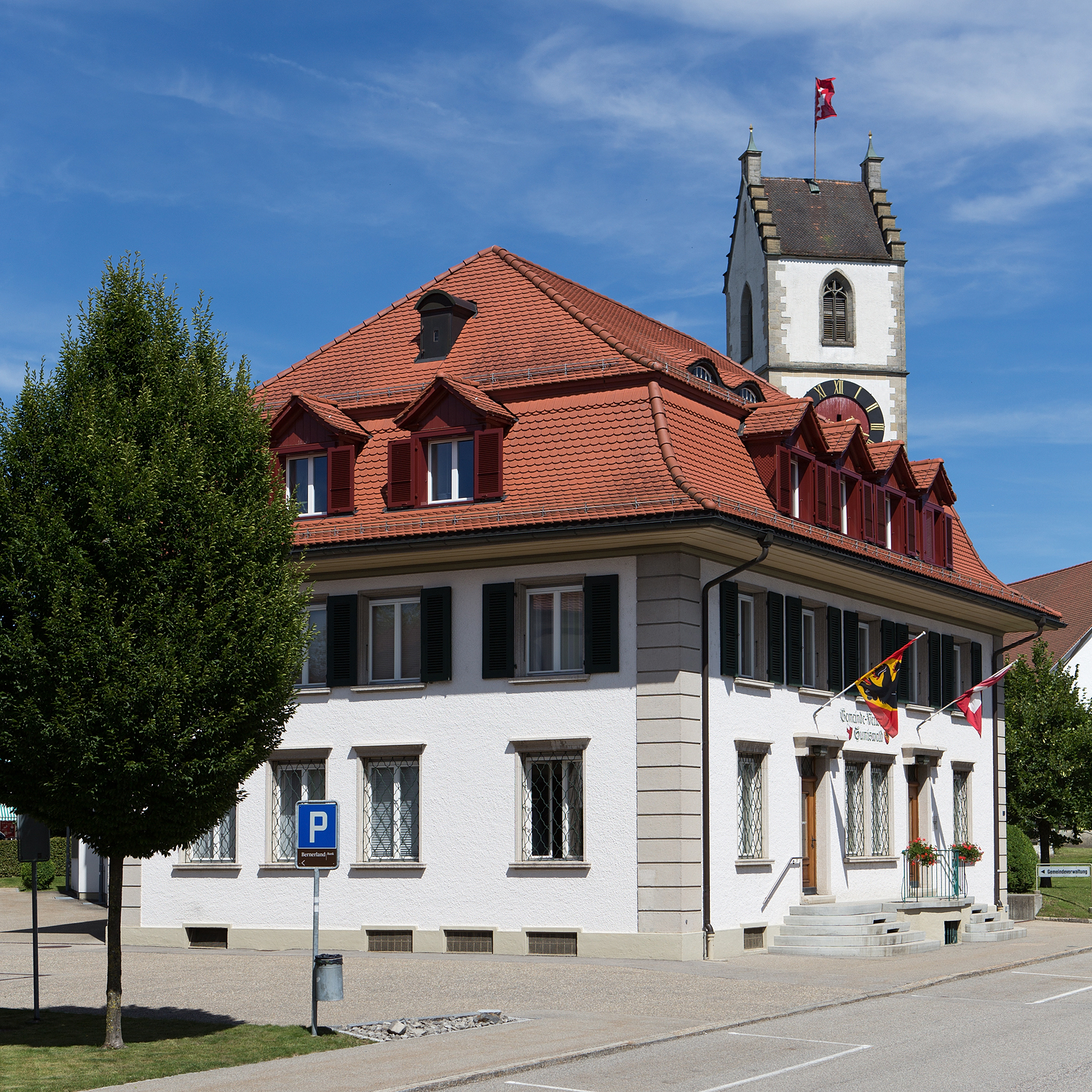
Gemeinde-Verwaltung
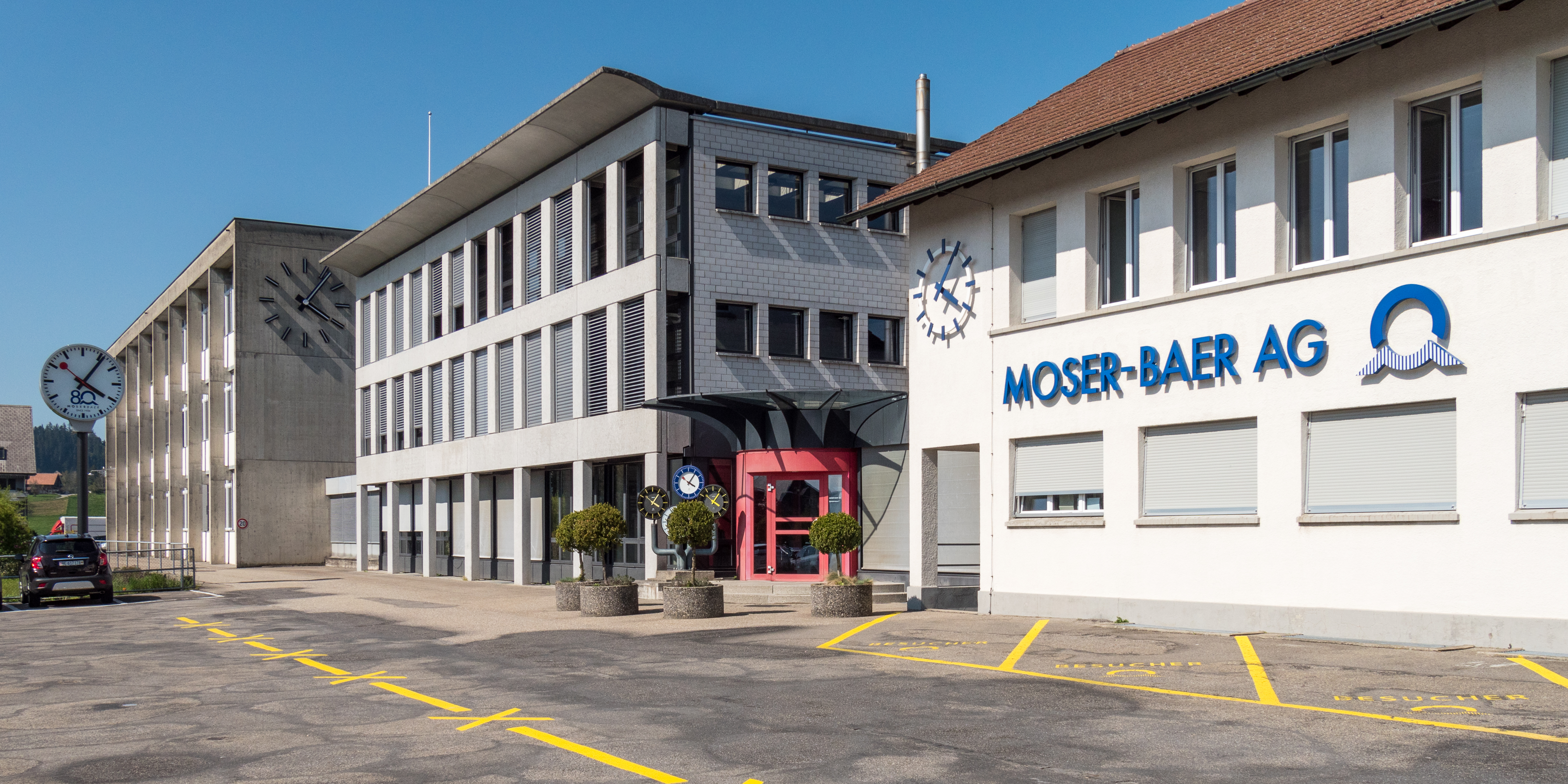
Moser-Baer AG (mobatime)
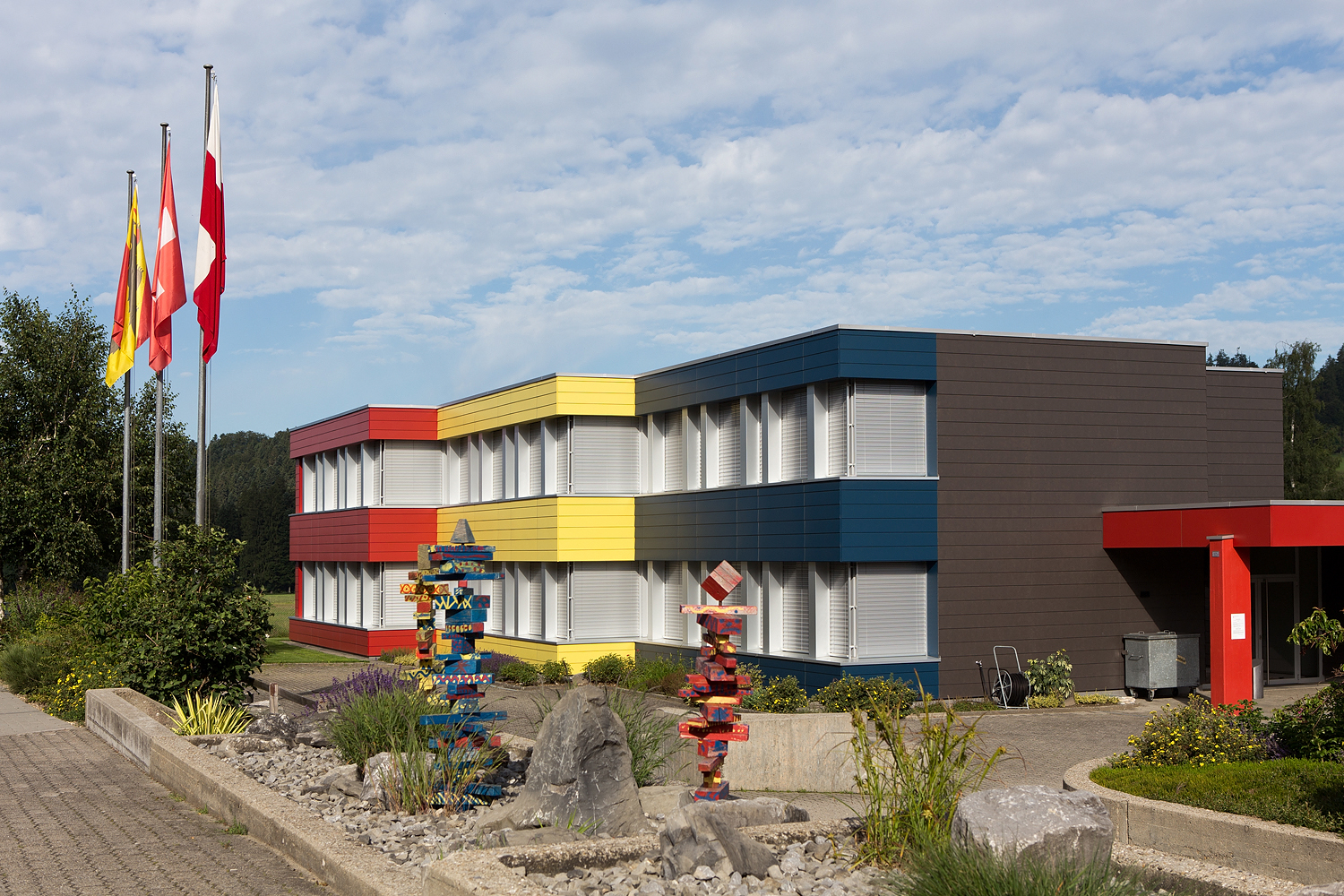
Unterstufenschulhaus
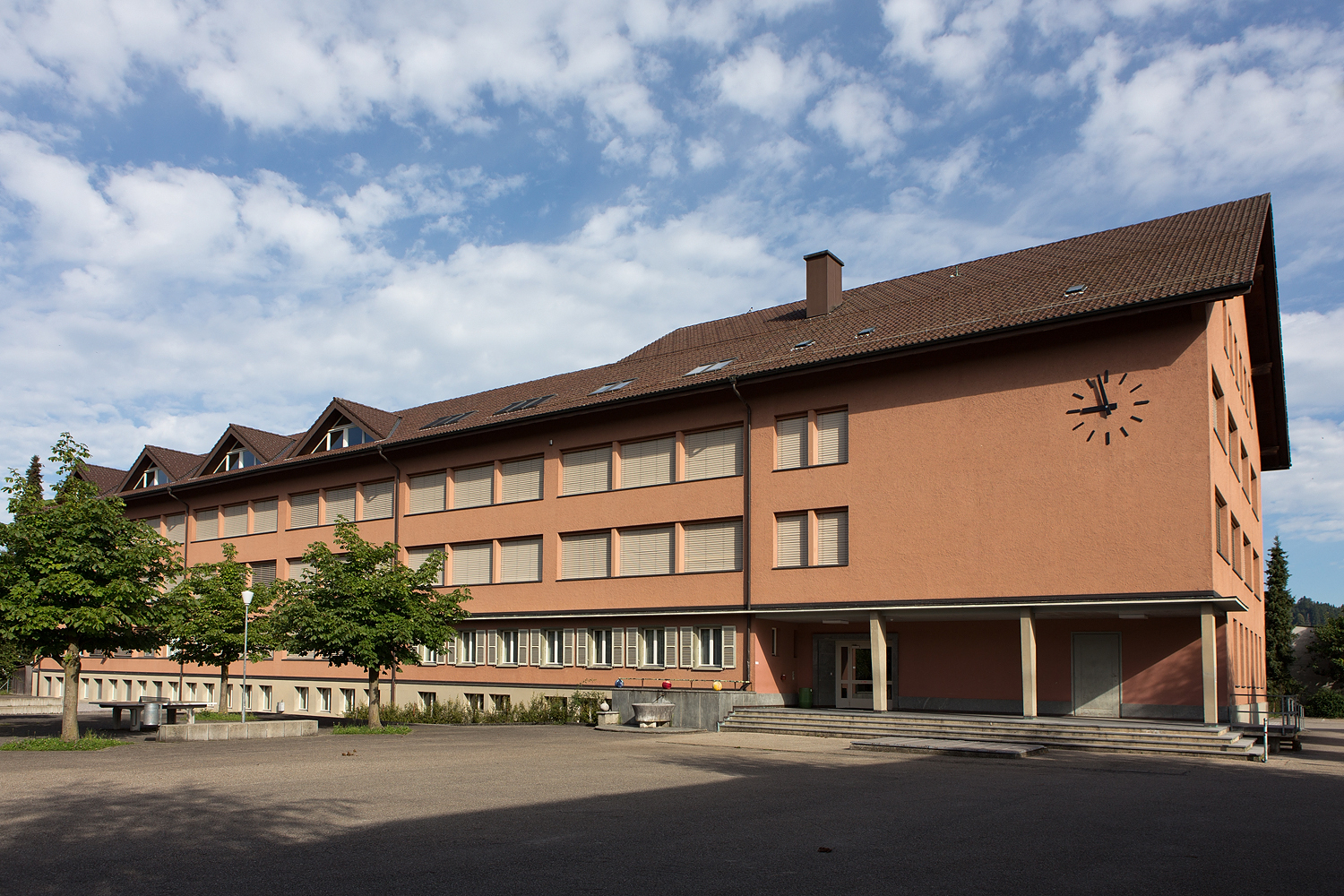
Oberstufenschulhaus
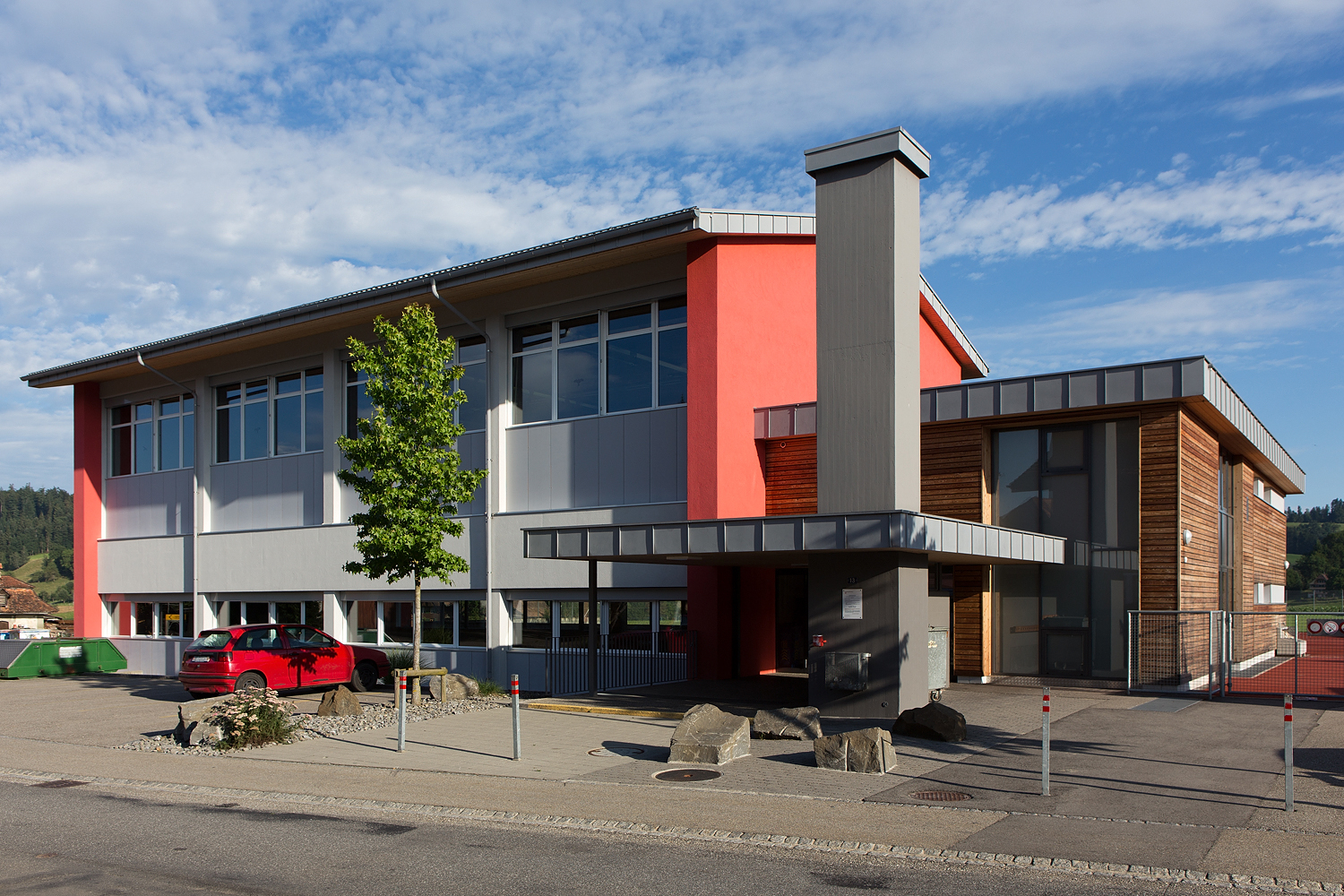
Turnhalle Wyler
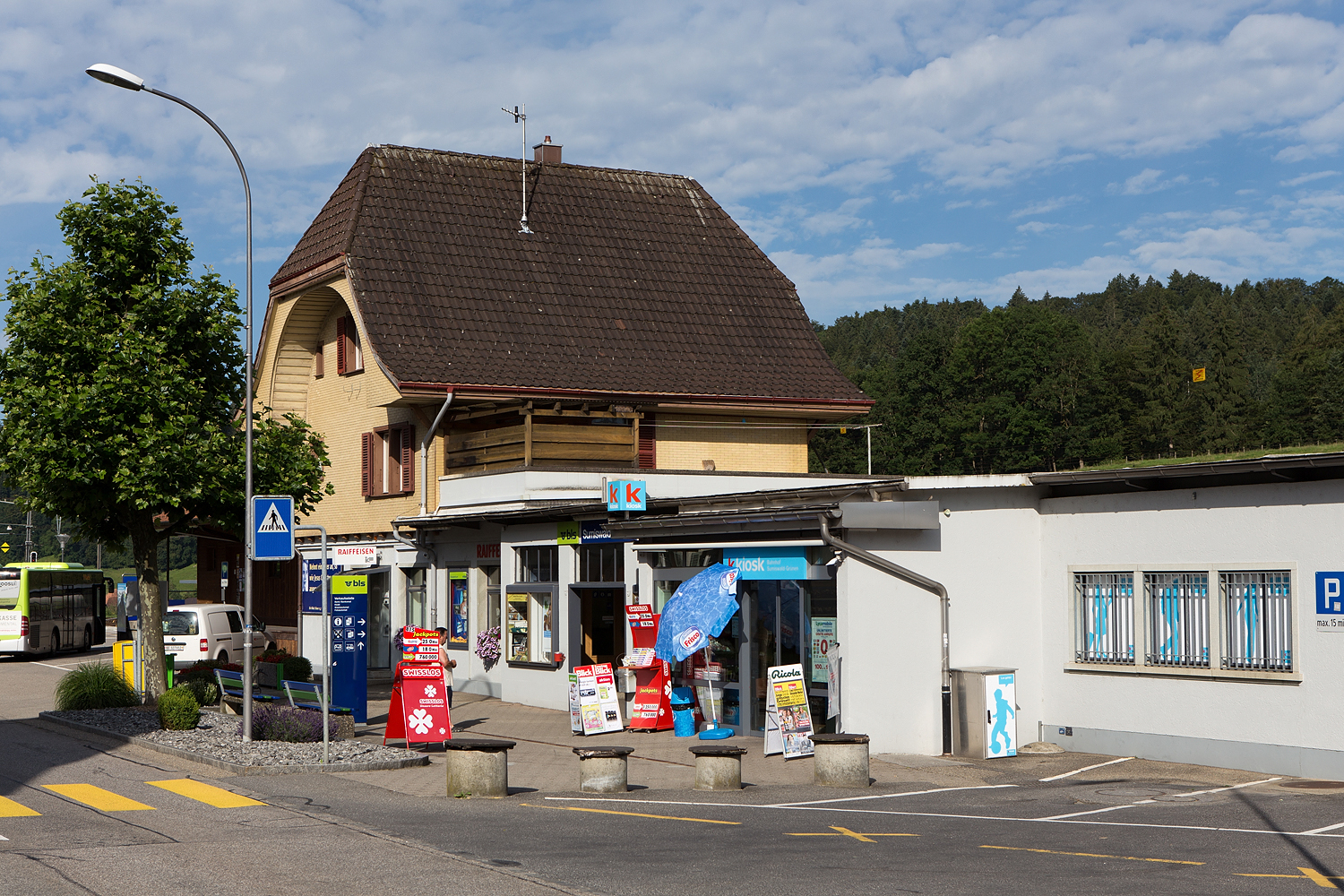
Bahnhof Sumiswald-Grünen
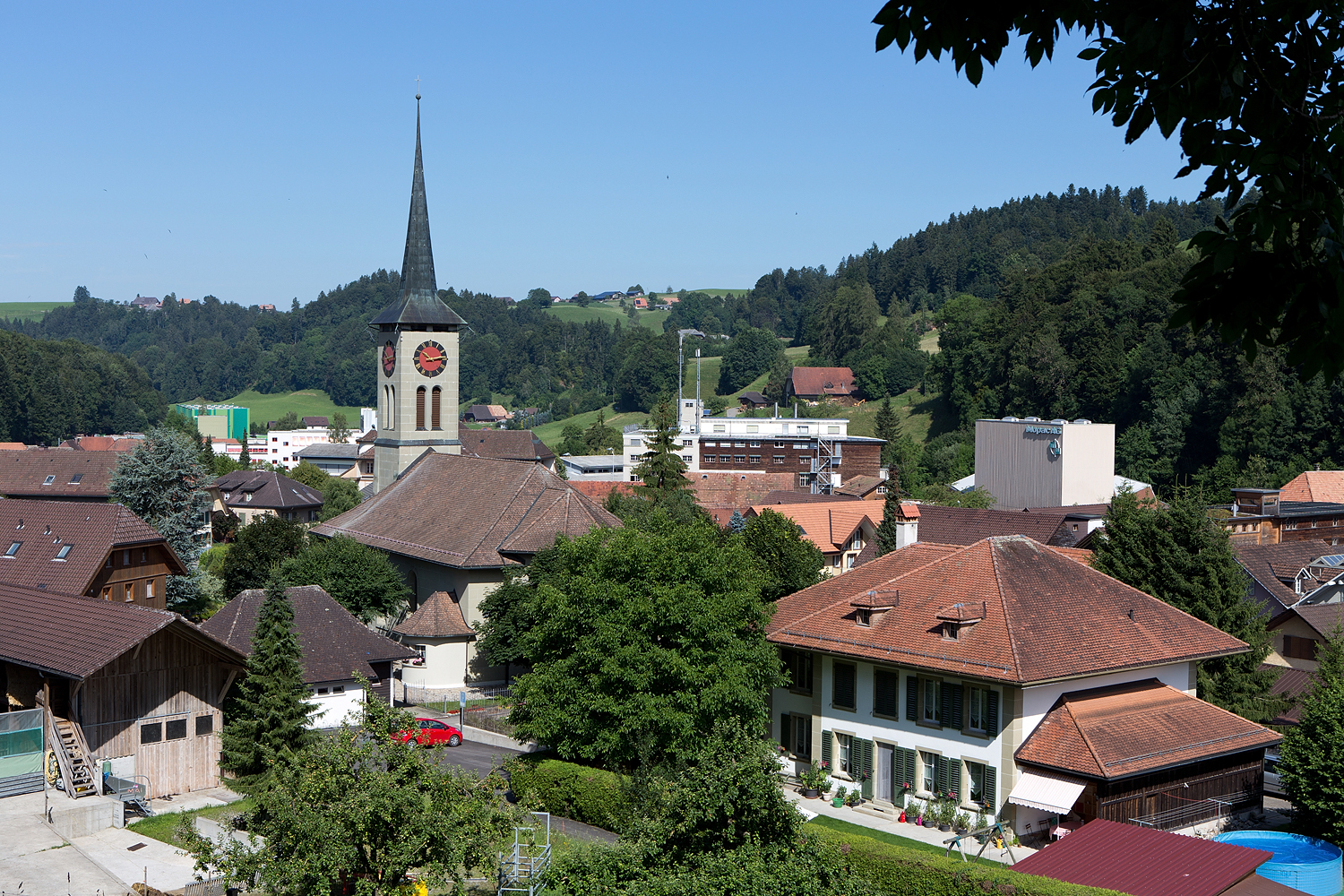
Wasen i. E.
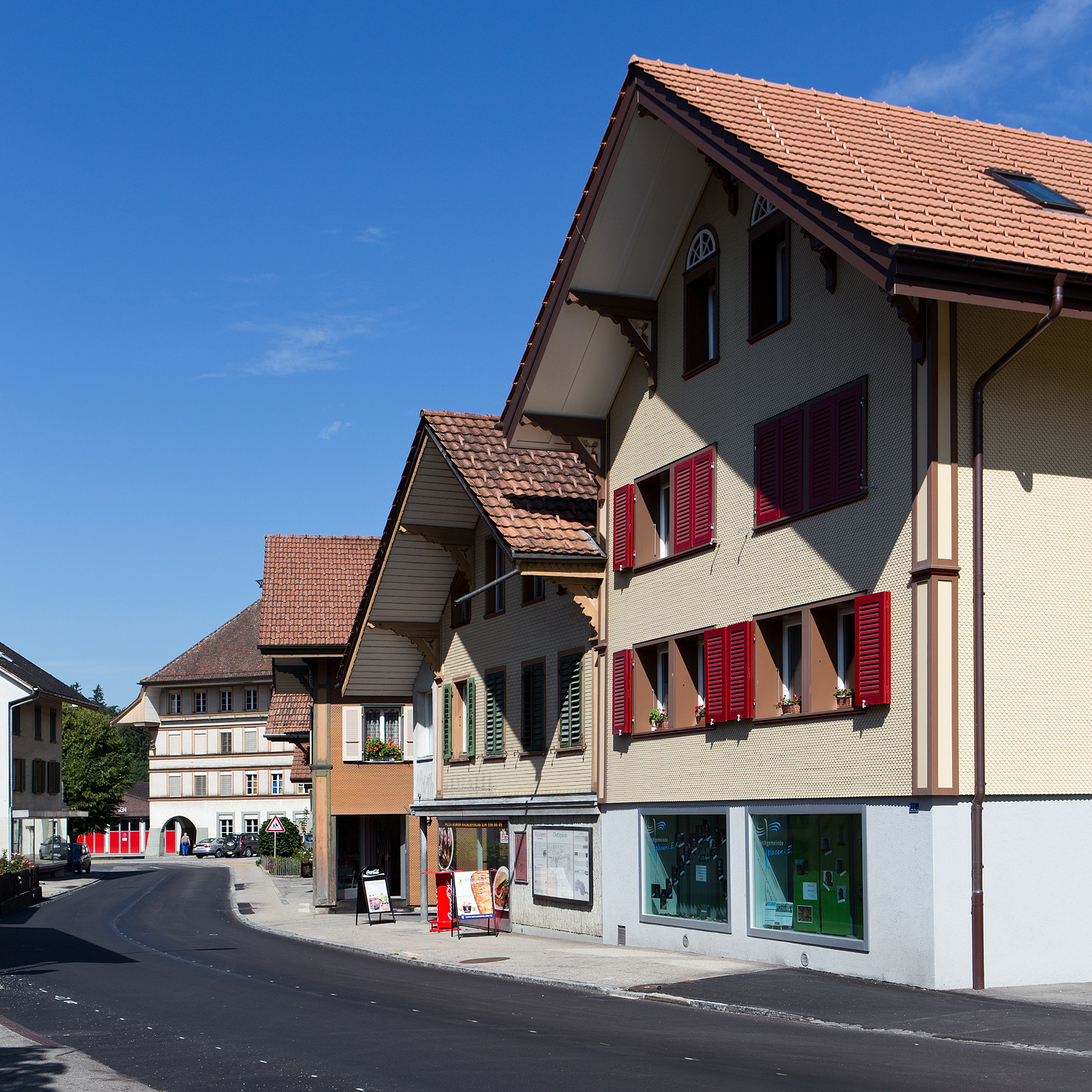
Dorfstrasse in Wasen

## Wirtschaft und Infrastruktur
In Sumiswald befindet sich der Uhrenhersteller Mobatime (Moser-Baer). In Wasen im Emmental sind diverse Industriezweige angesiedelt: Kunststoffverarbeitung, Werkzeugbau (PB Swiss Tools) und Metallbearbeitung.
Für ihre vorbildliche nachhaltige Waldbewirtschaftung erhielt die Burgergemeinde Sumiswald 2007 den Binding Waldpreis.
Seit 2003 betreibt die Schweizer Armee im alten Spital in Sumiswald ein Rekrutierungszentrum, in dem jährlich rund 5'500 Personen aus den Westschweizer Kantonen und dem Kanton Bern auf ihre Diensttauglichkeit geprüft werden.

### Tourismus
Mehrere typische Emmentaler Gasthöfe bieten Zimmer an, und im Weiteren sind Ferien auf dem Bauernhof möglich. Immer am 2. Juni-Samstag findet der Gotthelf-Märit statt.

## Kultur
In Sumiswald existieren 87 Vereine, viele davon in den Bereichen Musik und Sport.

## Sonstiges
Literarische Berühmtheit erlangte Sumiswald durch die Novelle Die schwarze Spinne von Jeremias Gotthelf, die in und um Sumiswald spielt.

## Persönlichkeiten
- Hans Haslibacher (1500–1571), Täufer und Dichter des bekannten Haslibacherliedes, geboren in Sumiswald
- Carl Ahasver von Sinner (1754–1821), Architekt, geboren in Sumiswald
- Elisabeth Kohler (vor 1800–nach 1850), Pietistin, geboren in Wasen
- Gottlieb Ringier (1837–1929), Ständerat und Bundeskanzler, geboren in Wasen
- Karl Scheurer (1872–1929), Jurist und Politiker, Bundesrat, geboren in Sumiswald
- Hans Leibundgut (1909–1993), Forstwissenschaftler, Ehrenbürger der Burgergemeinde
- Hans Utz (1919–2002), Anglist und Hochschullehrer
- Hans Ulrich Schwaar (1920–2014), Schriftsteller, geboren in Sumiswald
- Peter Sommer (1926–1999), Lehrer, Kulturhistoriker, Sprachforscher und Autor, geboren in Sumiswald
- Marianne Müller-Brettel (* 1946), Autorin und Publizistin
- Christian Waber (* 1948), Baumeister, EDU-Politiker und Gemeindepräsident
- Johann Schneider-Ammann (* 1952), ehemaliger Bundesrat, geboren in Sumiswald
- Didier Burkhalter (* 1960), Bundesrat, Heimatort in Sumiswald
- Michael Kurt (* 1980), Kanute, geboren in Sumiswald